# Agrotis innocens
Agrotis innocens är en fjärilsart som beskrevs av Charles Boursin 1968. Agrotis innocens ingår i släktet Agrotis och familjen nattflyn. Inga underarter finns listade i Catalogue of Life.